# Сіліштя (Сучава)
Сіліштя (рум. Siliștea) — село у повіті Сучава в Румунії. Адміністративно підпорядковане місту Літень.
Село розташоване на відстані 344 км на північ від Бухареста, 22 км на південний схід від Сучави, 93 км на північний захід від Ясс.

## Населення
За даними перепису населення 2002 року у селі проживали 859 осіб, з них 858 осіб (99,9%) румунів. Рідною мовою 858 осіб (99,9%) назвали румунську.